# Ricardo Ávila
Ricardo Ávila, né le 4 février 1997 à Panama, est un footballeur international panaméen, jouant au poste de milieu défensif à l'UMECIT FC.

## Biographie

### En club
Ricardo Ávila commence sa carrière professionnelle avec le club de Chorrillo en 2014. En août 2016, il est prêté au club de Koper, en Slovénie, mais ne parvient pas à s'imposer et revient au Panama. Lors de l'été 2017, il est transféré à La Gantoise et joue avec l'équipe réserve.

### En équipe nationale
Avec les moins de 20 ans, il participe au Championnat de la CONCACAF en 2017. Lors de cette compétition, il inscrit quatre buts. Il marque un doublé contre Saint-Christophe-et-Niévès, puis un autre doublé face à Haïti.
Il joue son premier match en équipe du Panama le 10 août 2016, en amical contre le Guatemala (score : 0-0).
Il fait partie de la liste des 23 joueurs panaméens sélectionnés par Hernán Darío Gómez pour disputer la Coupe du monde de 2018 en Russie, la première de l'histoire du Panama. Il participe aux deux matchs de poules : un en tant que remplaçant d'Anibal Godoy à la 62e minute face à l'Angleterre (défaite 6-1). L'autre en tant que titulaire face à la Tunisie (défaite 2-1).